# Majdan Królewski
Pour la gmina, voir Majdan Królewski (gmina).
Majdan Królewski est une localité polonaise, siège de la gmina de Majdan Królewski, située dans le powiat de Kolbuszowa en voïvodie des Basses-Carpates.